# Robert Montgomery
Robert Montgomery, geboren als Henry Montgomery jr., (Beacon, 21 mei 1904 – New York, 27 september 1981) was een Amerikaans acteur.
Hij verhuisde naar New York na de dood van zijn vader en wilde acteur worden. In het theater ontmoette hij George Cukor en hij stelde Hollywood voor aan hem in 1929. In 1931 was hij al een ster. In 1937 en 1942 kreeg hij een Oscarnominatie.
Hij ging in 1942 tijdens de Tweede Wereldoorlog werken bij de marine, maar keerde terug naar Hollywood in 1945. Hij heeft ook een beroemde dochter, Elizabeth Montgomery (1933-1995). Robert Montgomery stierf in 1981 aan kanker.